# Площадь Революции (Торжок)
Площадь Револю́ции — площадь в историческом центре Торжка. Находится между улицами Степана Разина и Дзержинского. Сохраняет ансамбль застройки административного центра города конца XVIII — начала XIX вв..

## История
Историческое название площади — Дворцовая, оно было дано по Путевому дворцу, который замыкает перспективу площади с запада. На площади располагались административные здания, построенные в 1770-х гг. группой архитекторов под руководством П. Р. Никитина, а именно дом городничего, казначейская палатка, присутственные места. В 1919 году площадь переименована в Советскую, так как в здании бывшей гостиницы Пожарских, выходившем на площадь, была провозглашена советская власть в городе и работал первый Совет рабочих и крестьянских депутатов. Позднее переименована в площадь Павших борцов революции, так как на площади хоронили погибших во время революционных событий (сохранилось надгробие Ф. В. Бадюлина и П. И. Ананьина). Затем название было сокращено до Бойцов революции и, наконец, закрепилось в форме площадь Революции.

## Примечательные здания и сооружения
По нечётной (южной) стороне
- № 1, 3 — ансамбль дома городничего и казначея (главный дом, западный флигель, руины восточного флигеля, палата для денежной казны, ограда, двое ворот), 1777 г., 1820—1830-е гг., объект культурного наследия федерального значения.
- Угол с улицей Дзержинского (дом № 35) — почтовая экспедиция, 1770-e гг., сер. XIX в., объект культурного наследия федерального значения.

По чётной (северной) стороне
- № 2, 4 — ансамбль присутственных мест (главный корпус, флигель, ограда, двое ворот), 1778 г., XIX в., объект культурного наследия федерального значения.
- Угол с улицей Дзержинского (дом № 37) — дом Барскова, 1770-e гг., сер. XIX в., объект культурного наследия федерального значения.

По западной стороне (улица Степана Разина)
- № 24 — Путевой дворец, 1770-e гг., XIX в., объект культурного наследия регионального значения.
- № 26 — южный флигель Путевого дворца, 1770-e гг., XIX в., объект культурного наследия регионального значения.
- № 28 — северный флигель Путевого дворца, 1770-e гг., XIX в., объект культурного наследия регионального значения.

По восточной стороне (улица Дзержинского)
- № 48 — гостиница Пожарских, объект культурного наследия регионального значения.